# يولاندا، كونتيسة نيفير
يولاندا الثاني (بالفرنسية: Yolande de Bourgogne)‏ أو يولاندا، كونتيسة نيفير (ديسمبر 1247 - 2 يونيو 1280) هي الأبنة الكبرى لـ أودو من بورغندي وماتيلدا الثانية، كونتيسة نيفير.
مع وفاة والدتها في 1262 ورثت يولاندا ممتلكات والدتها بحيث حملت لقب كونتيسة نيفير التي شملت أوكسار وتونير، ومع ذلك في 1273 قرر المحكمون في باريس تقسيم الميراث بين الأخوات؛ بحيث حصلت يولاندا على نيفير وقلعة درويس، وبينما شقيقاتها الأصغر سناً مارغريت وأديلايد حصلت على تونير وأوكسار على التوالي، وأما خالتهم أغنيس أصبحت ليدى بوربون، عند وفاة جده من والدها هيو الرابع، دوق بورغندي في 1272؛ ادعت هي وزوجها روبرت الثالث، كونت فلاندرز الدوقية كونها المولود الأول من الأبن البكر المتوفي، ومع ذلك كانت وصية جدها انتقال الورثة إلى أبن الثالث روبرت، إلا أن المحكمين قرروا إعطاء الدوقية إلى عمها روبرت الثاني على أساس قرابة الدم.

## الزواج والأبناء
- تزوجت يولاندا أولا من جان تريستان، كونت فالوا أبن لويس التاسع ملك فرنسا ومارغريت دي بروفانس في يونيو 1265؛ لم يكن لديهم أبناء، توفي جان بسبب الزحار في 1270 بـ تونس خلال الحملة الصليبية الثامنة.
- ثم تزوجت من روبرت الثالث، كونت فلاندرز في مارس 1272 في أوكسار؛ وأنجبت له:-
  - لويس الأول، كونت نيفير وريثل (1322-1272)؛ هو والد لويس الأول، كونت فلاندرز.
  - روبرت، سيد مارل وكاسيل (توفي.1331)؛ تزوج من يولاندا أبنة آرثر الثاني، دوق بريتاني ويولاندا دي درو، كونتيسة مونتفورت؛ وأنجبت له:-
    - جان، سيد كاسيل (توفي.1332).
    - يولاندا (1395-1331)؛ تزوجت من هنري الرابع دي بار.

  - جوان (توفيت.1333)؛ تزوجت من إنغيراند الرابع، سيد كوسي.
  - يولاندا (توفيت.1313)؛ تزوجت من واتير الثاني دي إنيغين.
  - ماتيلدا؛ تزوجت من ماثيو دي لورين، لورد فاسبرغ.